# Emmanuel Brugvin
Emmanuel Brugvin (Nantes, 14 de diciembre de 1970) es un deportista francés que compitió en piragüismo en la modalidad de eslalon. Ganó cuatro medallas en el Campeonato Mundial de Piragüismo en Eslalon entre los años 1991 y 2003.

## Palmarés internacional
| Campeonato Mundial | Campeonato Mundial    | Campeonato Mundial | Campeonato Mundial |
| Año                | Lugar                 | Medalla            | Competición        |
| ------------------ | --------------------- | ------------------ | ------------------ |
| 1991               | Tacen (Yugoslavia)    | Medalla de plata   | C1 por equipos     |
| 1999               | Seo de Urgel (España) | Medalla de oro     | C1 individual      |
| 1999               | Seo de Urgel (España) | Medalla de bronce  | C1 por equipos     |
| 2003               | Augsburgo (Alemania)  | Medalla de plata   | C1 por equipos     |